# Епархия Риобамбы
Епархия Риобамбы (лат. Dioecesis Rivibambensis) — епархия Римско-католической церкви с центром в городе Риобамба в Эквадоре.

## Территория
Епархия включает в себя территорию провинции Чимборасо в Эквадоре. Входит в состав митрополии Кито. Кафедральный собор Святого Петра находится в городе Риобамба. Территория диоцеза разделена на 52 прихода. В епархии служат 67 священников (40 приходских и 27 монашествующих), 5 диаконов, 34 монаха, 184 монахини.

## История
Епархия Боливара была создана 29 декабря 1862 года на части епархии (ныне архиепархии) Куэнки римским папой Пием IX. 25 августа 1955 года диоцез был переименован в епархию Риобамбы. 29 декабря 1957 года на части территории епархии была создана епархия Гуаранды.

## Ординарии
- Хосе-Игнасио Орденьес (1862 — 3.7.1882, назначен архиепископом Кито);
- Арсенио Андраде (13.11.1884 — 1907);
- Андрес Мачадо, S.J. (16.11.1907 — 26.4.1916, назначен епископом Гуаякиля);
- Ульпиано-Мария Перес-и-Кинонес (7.12.1916 — 27.12.1918);
- Карлос-Мария-Хавьер де ла Торре (21.8.1919 — 20.12.1926, назначен епископом Гуаякиля);
- Альберто-Мария Ордоньес Креспо (5.12.1930 — 7.1.1954);
- Леонидас-Эдуардо Проаньо Вильяльба (18.3.1954 — 1987);
- Виктор-Алехандро Корраль Мантилья (4.9.1987 — 28.2.2011);
- Хулио Паррилья Диас (12.1.2013 — 28.4.2021);
- Боливар Пиедра Агирре[исп.] (21.9.2021 — н. в.).